# Dakara sono te wo hanashite
Dakara sono te wo hanashite (jap. だからその手を離して) – debiutancki singel japońskiego zespołu B’z, wydany 21 września 1988 roku. Był jedynym singlem promującym pierwszy album zespołu B’z.
Utwór tytułowy został dwukrotnie nagrany ponownie, najpierw w języku angielskim do ich minialbumu BAD COMMUNICATION, a następnie jako hardrockowa wersja zawarta w kompilacji B’z The „Mixture”. Wersja druga jest najczęściej wykonywaną wersją tego utworu przez zespół na koncertach.

## Lista utworów
| Nr | Tytuł | Słowa       | Kompozycja    | Aranżacja    | Czas |
| -- | --- | ----------- | ------------- | ------------ | ---- |
| 1. | „Dakara sono te wo hanashite” (jap. だからその手を離して)                                                                  | Kōshi Inaba | Tak Matsumoto | Masao Akashi | 3:50 |
| 2. | „Heart mo nureru number ~stay tonight~” (jap. ハートも濡れるナンバー 〜stay tonight〜 Hāto mo nureru nanbā ~stay tonight~) | Kōshi Inaba | Tak Matsumoto | Masao Akashi | 4:38 |